# Fietsvakantie

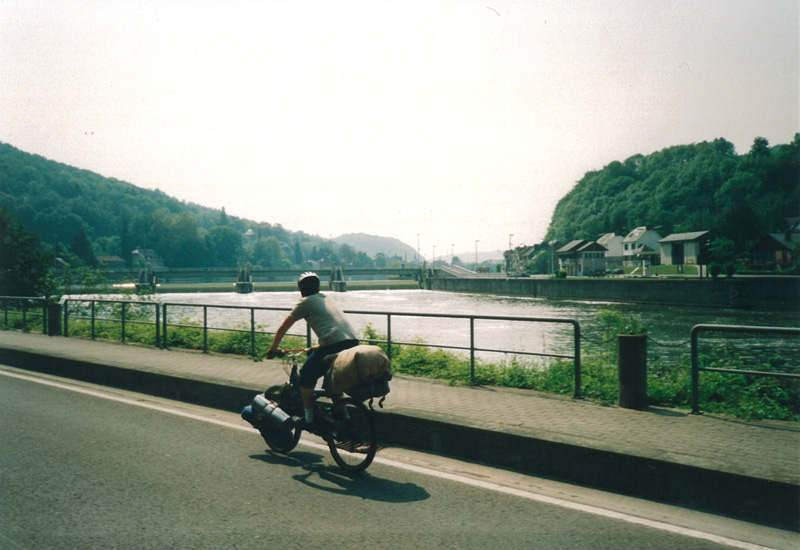
Vakantiefietser langs de Maas (België)

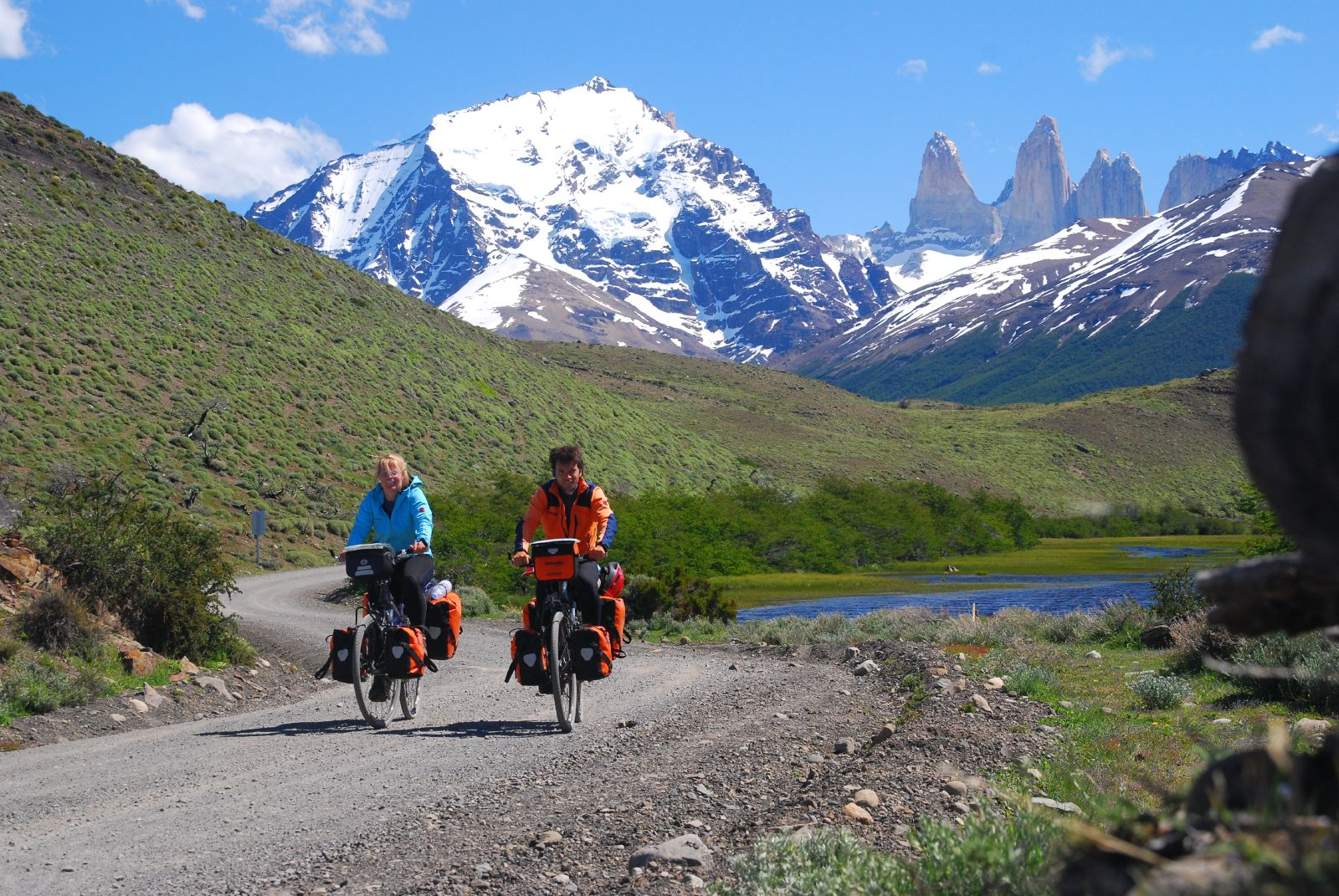
Vakantiefietsers in Nationaal park Torres del Paine (Chili)

Een fietsvakantie is een vorm van vakantie waarbij men per fiets reist. Fietsen is hierbij niet slechts een tijdsbesteding tijdens de vakantie, maar een opzichzelfstaand doel. Het kan gezien worden als een combinatie tussen een kampeervakantie en een sportvakantie. Een vakantiefietser kan naast (wild)kamperen natuurlijk ook gebruikmaken van een jeugdherberg, pension of hotel.
De vakantiefietser kan middels aangepaste bagagedragers gebruikmaken van bijna elk type fiets; een randonneur, mountainbike, hybride, racefiets, ligfiets of natuurlijk zijn vertrouwde stadsfiets. Eventueel kan nog een fietskar worden gebruikt om extra bagage of zelfs de kinderen mee te nemen. Hoewel een vakantiefietser makkelijker meer bagage mee kan nemen dan een rugzaktrekker is het aan te raden het gewicht tot een minimum te beperken. Vooral in gebieden met veel heuvels of bergen is dit van belang. Normaliter bestaat de bagage minimaal uit: tent, slaapzak, slaapmat, kleding, reparatiespullen voor de fiets, EHBO-setje, persoonlijke verzorging en voedsel.
De vakantiefietser kan gebruikmaken van een uitgestippelde fietsroute, maar hij kan ook zijn eigen route bepalen, of zelfs zonder route met bijvoorbeeld enkel een eindbestemming op weg gaan. 
Fietsvakanties zijn vooral populair onder Europeanen. In Europa komen vakantiefietsers dan ook het meest voor. Er zijn echter ook fanatiekelingen die per fiets de hele wereld afreizen. Bekende fietsreizigers die boeken schrijven over hun avonturen op de fiets zijn Josie Dew en Frank van Rijn. 
In Nederland bestaat een vereniging voor fietsreizigers, genaamd De Wereldfietser. De Vlaamse variant heet De Vakantiefietser. Organisaties die gericht zijn om onderdak te bieden aan vakantiefietsers bij gastadressen zijn Vrienden op de Fiets (vooral Nederland, maar ook daarbuiten in Europa) en Warm Showers (wereldwijd).